# Alto Egito

Mapa do Egito antigo, mostrando grandes cidades e sítios

Alto Egito (em árabe: صعيد مصر‎; romaniz.: Sa'id Misr) é uma faixa de terra, em ambos lados do Vale do Nilo, que se estende desde os limites da catarata ao norte do atual Assuão para a área entre El-Ayait e Dachur (que fica ao sul do atual Cairo). O trecho norte do Alto Egito, entre El-Ayait e Sohag é às vezes conhecido como Médio Egito. O Alto Egito é mais frequentemente usada como uma divisão do Egito Antigo. Os modernos habitantes do Alto Egito são conhecidos como saidis; eles geralmente falam o Sa'idi arábico. O Alto Egito era conhecido como Ta Shemau, que significa “terra de juncos”. Foi dividido em 22 distritos chamados nomos. O primeiro nomo foi mais ou menos onde é Assuão e o vigésimo segundo foi na moderna Atfih (Afroditópolis), logo ao sul do Cairo.

## História
A primeira casa do Alto Egito pré-dinástico foi Hieracômpolis (em grego: Hierakonpolis), cuja divindade patrono era a deusa abutre Necbete. Para a maior parte do Egito faraônico, Tebas era o orifício administrativo do Alto Egito. Após a sua destruição pelos assírios sua importância diminuiu. Sob os ptolomeus a cidade de Ptolemaida, assumiu o papel de capital do Alto Egito. O Alto Egito era representado pela coroa branca Hedjete, e seus símbolos eram o lótus e o carriço.
Por volta de 3 200 a.C., o Alto Egito, sob Narmer, conquistou o Baixo Egito, unificando todo o território sob uma coroa.

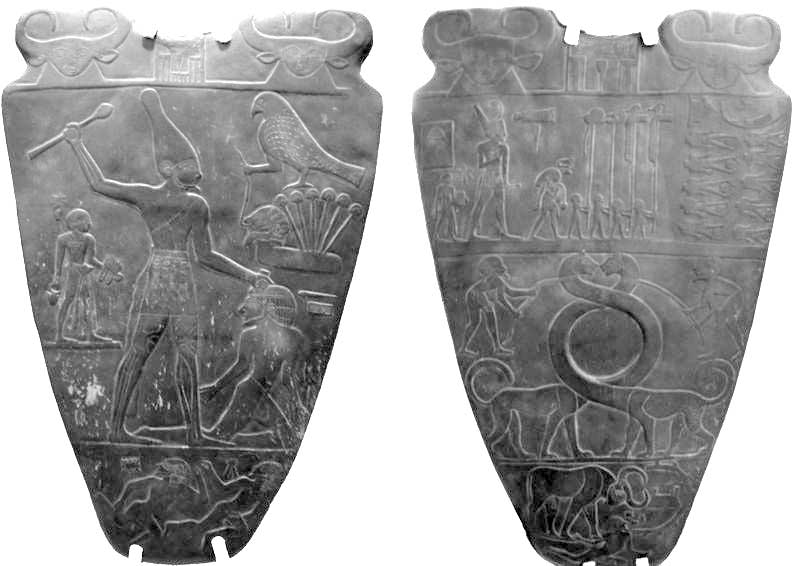
Representação mitológica da unificação do território

No século XI, um grande número de pastores, conhecidos como hilálios, fugiram do Alto Egito e se mudaram para o oeste da Líbia tão quanto para Tunis. Acredita-se que as condições de pastagens degradadas no Alto Egito, associados com o inicio do Período Medieval Quente, foram à causa da migração.
No século XX no Egito, o título Príncipe de Saíde (significando príncipe do Alto Egito) foi usado pelo herdeiro aparente ao trono egípcio. Apesar de a monarquia egípcia ter sido abolida em 1953, o título continua a ser usado por Maomé Ali e chefe hereditário, Xejque Beja Cauar Alalaqui, Príncipe do Saíde.